# Dalton Piercy
Dalton Piercy es una parroquia civil y un pueblo de Hartlepool, en el condado ceremonial de Durham (Inglaterra).

## Demografía
Según el censo de 2001, Elwick estaba habitado por 249 personas (46,18% varones, 53,82% mujeres) en 93 hogares. El 21,29% eran menores de 16 años, el 75,5% tenían entre 16 y 74, y el 3,21% eran mayores de 74. La media de edad era de 39,51 años. Del total de habitantes con 16 o más años, el 17,35% estaban solteros, el 73,98% casados, y el 8,67% divorciados o viudos.